# 托雷拉拉
托雷拉拉，是西班牙卡斯蒂利亚-莱昂布尔戈斯省的一个市镇。总面积13平方公里，总人口25人（2001年），人口密度2人/平方公里。